# Leichtathletik-Weltmeisterschaften 2015/Teilnehmer (Italien)
| Gelbes Symbol für Goldmedaillen mit stilisierten Olympischen Ringen | Graues Symbol für Silbermedaillen mit stilisierten Olympischen Ringen | Braundes Symbol für Bronzemedaillen mit stilisierten Olympischen Ringen |
| ------------------------------------------------------------------- | --------------------------------------------------------------------- | ----------------------------------------------------------------------- |
| —                                                                   | —                                                                     | —                                                                       |

Der Leichtathletikverband Italiens nominierte 31 Athleten für die Leichtathletik-Weltmeisterschaften 2015 in der chinesischen Hauptstadt Peking.

## Ergebnisse

### Männer

#### Laufdisziplinen
| Athlet                | Disziplin        | Vorlauf     | Vorlauf | Halbfinale         | Halbfinale         | Finale             | Finale             |
| Athlet                | Disziplin        | Zeit        | Platz   | Zeit               | Platz              | Zeit               | Platz              |
| --------------------- | ---------------- | ----------- | ------- | ------------------ | ------------------ | ------------------ | ------------------ |
| Jacques Riparelli     | 100 m            | 10,41 s     | 40      | nicht qualifiziert | nicht qualifiziert | nicht qualifiziert | nicht qualifiziert |
| Giordano Benedetti    | 800 m            | 1:48,15 min | 27      | nicht qualifiziert | nicht qualifiziert | nicht qualifiziert | nicht qualifiziert |
| Jamel Chatbi          | 3000 m Hindernis | 8:47,30 min | 23      |                    |                    | nicht qualifiziert | nicht qualifiziert |
| Daniele Meucci        | Marathon         |             |         |                    |                    | 2:14:54 h          | 8                  |
| Ruggero Pertile       | Marathon         |             |         |                    |                    | 2:14:23 h SB       | 4                  |
| Giorgio Rubino        | 20 km Gehen      |             |         |                    |                    | 1:23:23 h          | 20                 |
| Federico Tontodonatio | 20 km Gehen      |             |         |                    |                    | 1:24:33 h          | 27                 |
| Massimo Stano         | 20 km Gehen      |             |         |                    |                    | 1:22:53 h          | 19                 |
| Teodorico Caporaso    | 50 km Gehen      |             |         |                    |                    | 3:56:58 h          | 25                 |
| Marco De Luca         | 50 km Gehen      |             |         |                    |                    | 3:53:02 h          | 16                 |
| Matteo Giupponi       | 50 km Gehen      |             |         |                    |                    | 3:53:23 h          | 17                 |

#### Sprung/Wurf
| Athletin          | Disziplin  | Qualifikation | Qualifikation | Finale             | Finale             |
| Athletin          | Disziplin  | Weite/Höhe    | Platz         | Weite/Höhe         | Platz              |
| ----------------- | ---------- | ------------- | ------------- | ------------------ | ------------------ |
| Marco Fassinotti  | Hochsprung | DNS           | DNS           | nicht qualifiziert | nicht qualifiziert |
| Gianmarco Tamberi | Hochsprung | 2,29 m        | 10            | 2,25 m             | 8                  |
| Marco Lingua      | Hammerwurf | 72,85 m       | 19            | nicht qualifiziert | nicht qualifiziert |

### Frauen

#### Laufdisziplinen
| Athlet                                                                         | Disziplin    | Vorlauf        | Vorlauf | Halbfinale         | Halbfinale         | Finale             | Finale             |
| Athlet                                                                         | Disziplin    | Zeit           | Platz   | Zeit               | Platz              | Zeit               | Platz              |
| ------------------------------------------------------------------------------ | ------------ | -------------- | ------- | ------------------ | ------------------ | ------------------ | ------------------ |
| Gloria Hooper                                                                  | 200 m        | 22,99 s SB     | 17      | 22,92 s PB         | 16                 | nicht qualifiziert | nicht qualifiziert |
| Maria Benedicta Chigbolu                                                       | 400 m        | 52,48 s        | 35      | nicht qualifiziert | nicht qualifiziert | nicht qualifiziert | nicht qualifiziert |
| Libania Grenot                                                                 | 400 m        | 51,64 s        | 22      | 51,14 s            | 14                 | nicht qualifiziert | nicht qualifiziert |
| Margherita Magnani                                                             | 1500 m       | 4:09,06 min    | 19      | nicht qualifiziert | nicht qualifiziert | nicht qualifiziert | nicht qualifiziert |
| Yadisleidy Pedroso                                                             | 400 m Hürden | 85,15 s        | 36      | nicht qualifiziert | nicht qualifiziert | nicht qualifiziert | nicht qualifiziert |
| Anna Bongiorni Gloria Hooper Giulia Riva Irene Siragusa                        | 4 × 100 m    | 43,22 s SB     | 12      |                    |                    | nicht qualifiziert | nicht qualifiziert |
| Chiara Bazzoni Elena Maria Bonfanti Maria Benedicta Chigbolu Ayomide Folorunso | 4 × 400 m    | 3:27,07 min SB | 9       |                    |                    | nicht qualifiziert | nicht qualifiziert |
| Eleonora Giorgi                                                                | 20 km Gehen  |                |         |                    |                    | DSQ                | DSQ                |
| Antonella Palmisano                                                            | 20 km Gehen  |                |         |                    |                    | 1:29,34 h          | 5                  |
| Elisa Rigaudo                                                                  | 20 km Gehen  |                |         |                    |                    | DSQ                | DSQ                |

#### Sprung/Wurf
| Athletin         | Disziplin   | Qualifikation | Qualifikation | Finale             | Finale             |
| Athletin         | Disziplin   | Weite/Höhe    | Platz         | Weite/Höhe         | Platz              |
| ---------------- | ----------- | ------------- | ------------- | ------------------ | ------------------ |
| Simona La Mantia | Dreisprung  | 13,77 m       | 14            | nicht qualifiziert | nicht qualifiziert |
| Chiara Rosa      | Kugelstoßen | 17,54 m       | 14            | nicht qualifiziert | nicht qualifiziert |
| Silvia Salis     | Hammerwurf  | 66,80 m       | 24            | nicht qualifiziert | nicht qualifiziert |